# Ancien bâtiment et entrepôt des douanes maritimes
L'Ancien bâtiment et entrepôt des douanes maritimes (en finnois : Vanha tulli- ja pakkahuone)  est un bâtiment historique du quartier de Kruununhaka  à Helsinki  en Finlande.

## Histoire
Le bâtiment situé à l'adresse 3, rue Mariankatu  et 1, rue Aleksanterinkatu et construit en 1765 est le plus ancien bâtiment d’Helsinki après la Maison Sederholm. C'est aussi l'un des rares bâtiments du centre d'Helsinki conservé de la période de domination suédoise. 
Le bâtiment est conçu en 1757 par le maçon Samuel Berner puis après sa mort en 1761 par le constructeur Johan Christopher Hillert. Le bâtiment est très solide et en biais car la construction devait s'intégrer dans la ligne de défense de la ville que souhaitait mettre en place Augustin Ehrensvärd le commandant de Suomenlinna. 
Au rez-de-chaussée il y a les salles de douane, d'emballage et des balances. À l'étage le conseil municipal se réunit de 1765 à 1804. En 1808, le bâtiment est endommagé dans un incendie. La restauration de 1811 lui donne son aspect actuel. À partir de 1813, il accueille le bureau des douanes d’Helsinki et à partir de 1884 le bureau des enchères. En 1920, le bâtiment devient le poste de police de Kruununhaka  et le rez-de-chaussée est équipée de cellules de rétention.  En 1974, le bureau de contrôle des stationnements s’installe dans le bâtiment.
Depuis la fin des travaux de restauration en 2006, le bâtiment sert de librairie de la Société de littérature finlandaise.
À la fin 2012, la ville d’Helsinki met le bâtiment en vente.

## Le nouveau bâtiment des douanes
En 1854, on construit dans la même cours un nouveau bâtiment des douanes maritimes.